# Umm Habiba
Umm Habiba Ramlah bint Abi Sufyan, arabsky: أم حبيبة رملة بنت أبي سفيان (589 nebo 594 – 665) byla manželka proroka Mohameda a Matka všech věřících.

## Původ
Umm Habiba byla dcerou Abu Sufyan ibn Harba a jeho ženy Safiyyah bint Abi al-As. Abu Sufyan byl vůdcem klanu Umaja a vládcem celého kmene Kurajšovců. Mimo jiné byl nejsilnějším soupeřem proroka Mohameda v letech 624-630. Později však přijal islám a stal se muslimským válečníkem.
První umájjovský chalífa Mu'ávija I. byl jejím bratrem a Uthmán ibn Affán byl jejím bratrancem jak z matčiny, tak i z otcovy strany.

## Manželství s Ubajd-Allah ibn Jahšem
Prvním manželem Habiby byl Ubajd-Allah ibn Jahšen, bratr Zaynab bint Jahš, která byla rovněž manželkou Mohameda.
Ubajd-Allah a Habiba byli prvními lidmi, kteří přijali islám. V roce 616 emigrovali do Abyssinie (Etiopie), aby se vyhnuli nepřátelskému kmenu. Zde se jim narodila dcera Habiba bint Ubajd-Allah.
Podle záznamů později Ubajd-Allah konvertoval ke křesťanství. Snažil se, aby Habiba rovněž konvertovala, ta se však islámu nechtěla vzdát. Po jeho křtu se pár rozvedl.

## Manželství s Mohamedem
Mohamed požádal Habibu o roku v den, kdy skončila povinná lhůta smutku po smrti manžela.
Sňatek byl uzavřen v Abyssinii a to i přes Mohamedovu nepřítomnost. Habiba si za svého svědka vybrala Khalid ibn Sa'ida. Negus, král Abyssinie, přečetl slib a Khalid jej zopakoval. Poté dal Negus Khalidovi 400 dinárů a uspořádal velkolepou oslavu. Dále nevěstě věnoval pižmo a ambru přes svého otroka Barraha. Mohamed žádné ze svých žen tak velké věno nedaroval.
Negus poté zorganizoval návrat všech imigrantů zpět do Arábie. Do Mediny pluli na dvou lodích. Na cestě Habibu doprovázela Šurahbil ibn Hasana, která se podle některých zdrojů za Mohameda také provdala v první roce po Hidžře, i přesto, že ještě následujících šest let nežila v jeho domácnosti.

## Život v Medině
Během jedné události navštívil Abu Sufyan svou dceru Habibu v jejím domě v Medině. Když se chystal si sednout na koberec, Habiba jej odnesla. Důvodem k tomuto činu bylo, že její otec byl stále pohan, zatímco Habiba byla silně věřící muslimka.
Habiba zemřela v roce 45 po Hidžře (v roce 664 nebo 665) během vladaření jejího bratra Mu'ávija I. Byla pohřbena hřbitově Al-Baki vedle ostatních Mohamedových manželek.